# Dmitri Wladimirowitsch Karlow
Dmitri Wladimirowitsch Karlow (russisch Дмитрий Владимирович Карлов; * 29. Januar 1967 in Krasnodar) ist ein russischer Handballtrainer und ehemaliger Handballspieler.

## Karriere
Mit seinem Heimatverein SKIF Krasnodar gewann Karlow 1990 den IHF-Pokal, 1991 und 1992 folgten zwei sowjetische Meisterschaften sowie 1992 auch der Pokal. Im März 1993 gab der Rückraumspieler seinen Wechsel zum damaligen deutschen Regionalligisten Wuppertaler SV bekannt. Weitere Stationen des 1,92 Meter großen Diplom-Sportlehrers waren der spanische Verein Club Juventud Alcalá und ab 1994 der VfL Bad Schwartau, den er zu Saisonbeginn 2000/01 zugunsten des seinerzeitigen Süd-Zweitligisten HG Erlangen verließ. Ab Oktober 2000 stand er bei Eintracht Hildesheim unter Vertrag. Zu diesem Zeitpunkt hatte er 72 Länderspiele für sein Heimatland absolviert. Von 2002 bis 2006 lief er wieder für SKIF Krasnodar auf.
Karlow wurde zunächst in der sowjetischen Nationalmannschaft eingesetzt. Nach dem Zusammenbruch der Sowjetunion spielte er fortan für die russische Handballnationalmannschaft und gewann mit dieser bei der Handball-Weltmeisterschaft der Männer 1993 den Weltmeistertitel. Im darauffolgenden Jahr war er Teil der russischen Auswahl, die bei der in Portugal ausgetragenen Europameisterschaft den Silbermedaillenrang belegte.
Von Oktober 2011 bis März 2014 trainierte er Krasnodar, ab 2015 die Frauen von GK Kuban Krasnodar und Dinamo Astrachan. Aktuell ist er erneut Trainer von SKIF.

## Erfolge als Spieler
- IHF-Pokal 1990
- Sowjetischer Meister 1991 und 1992
- Sowjetischer Pokalsieger 1992
- Meister der 2. Bundesliga 1998
- Weltmeister 1993
- Vizeeuropameister 1994

## Privates
Sein Sohn Igor spielt ebenfalls Handball.